# تئودور ویتمور
تئودور ویتمور (انگلیسی: Theodore Whitmore؛ زادهٔ ۵ اوت ۱۹۷۲) بازیکن سابق و مربی فوتبال اهل جامائیکا است.
از باشگاه‌هایی که در آن بازی کرده‌است می‌توان به باشگاه فوتبال هال سیتی، باشگاه فوتبال آژاکس کیپ‌تاون و باشگاه فوتبال ترانمره راورز اشاره کرد.
وی به همراه تیم ملی فوتبال جامائیکا در جام جهانی فوتبال ۱۹۹۸ شرکت کرده و ۲ گل نیز به ثمر رسانده است.